# Colle Monfortani
Colle Monfortani är en frazione i kommunen Roma Capitale inom storstadsregionen Rom i regionen Lazio i Italien. Colle Monfortani är beläget i zonen Torre Angela i Municipio Roma VI. Colle Monfortani är uppkallat efter Louis-Marie Grignion de Montfort (1673–1716; helgonförklarad 1947), grundare av kongregationen Jungfru Marie sällskap, även kallad Montfortaner.
Bland sevärdheterna finns kyrkan San Luigi di Montfort.

## Kommunikationer
Busslinjer
- 056
- 501
- 508

### Webbkällor
- ”Municipio Roma VI” (på italienska). Comune di Roma. Arkiverad från originalet den 25 januari 2020. https://archive.today/20200125202554/https://www.comune.roma.it/web/it/municipio-vi.page. Läst 25 januari 2020.